# Вулиця Гоголя (Харків)
Ву́лиця Го́голя — вулиця у Київському районі Харкова. Починається від скверу на Театральному майдані і йде на північ до вулиці Скрипника. Довжина 0,330 км.

## Історія й назва

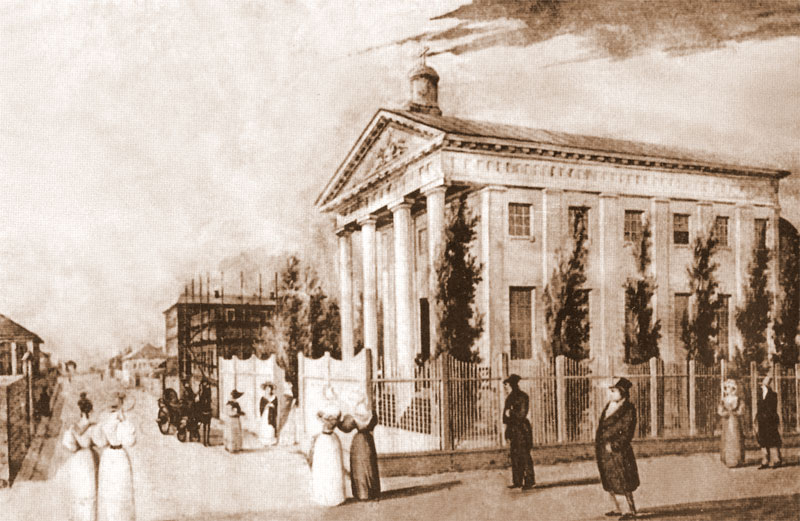
Лютеранська кірха і початок вулиці Гоголя. Гравюра 1829—1930 років. На задньому плані будується будинок пастора

Виникнення вулиці відносять до другої половини XVIII століття. Тоді її називали Мало-Сумською, оскільки вона йшла паралельно Сумській вулиці. Є. А. Плотичер стверджує, що однією з назв була Шаповальська — можна припустити, що вулиця сформувалася раніше за загальноприйнятий час і до цього мала назву Шаповалова (на ній знаходився двір Семена Шаповала). Вулиця з такою назвою згадується в Росписі церковних парафій м. Харкова 1724 р., опублікованій в т. 1 роботи Д. І. Багалія та Д. П. Міллера «Історія міста Харкова за 250 років його існування».
На початку XIX століття назву змінили на Шерстобойну (1804), 28 вересня 1894 р. вулиця була перейменована в Кокошкінську (Кокошкін Сергій Олександрович (1796—1861) — харківський генерал-губернатор у 1847—1856 рр.), в 1909 — в Гоголівську (на честь класика російської літератури, етнічного українця Миколи Гоголя — у зв'язку зі сторіччям з дня його народження). У списку вулиць 1954 р. має назву вулиця Гоголя.
Наприкінці XVIII ст. на розі, на початку вулиці розташовувався острог. Однак місцеві мешканці скаржились на брязкання кайданів і крики в'язнів. Внаслідок цього міська влада в 1822 році арештантів перевела до нового острогу за Димитрівською церквою, а старий острог у 1827 році був знесений.
Трохи згодом на його місці була зведена лютеранська кірха, оскільки саме в цьому районі Харкова селились німецькі поселенці і неподалік було розташоване лютеранське кладовище. У 1913 році кірху розібрали й побудували нову, за проєктом петербурзького архітектора А. Ф. Гергардта. Ця будівля пережила Жовтневий переворот 1917 року, її життя навіть відродилося під час німецької окупації Харкова. Але у 1958 році було прийняте рішення знести кірху. Руйнівний вибух забрав життя трьох людей, а Харків втратив видатну споруду.

## Будинки
Попри те, що вулиця Гоголя коротка, на ній розташовані численні пам'ятки архітектури та історії, визначні будівлі міста:
- Буд. № 1 — прибутковий будинок, побудований у 1916 році за проєктом архітектора Борис Ісаковича Гершковича у стилі модерн[4]. Пам'ятка архітектури та містобудування місцевого значення № 7045-Ха.
- Буд. № 2 — будинок пастора. Цей будинок побудовано у 1832—1836 роках для пастора та школи лютеранської кірхи[5]. Будинок побудовано у стилі класицизм, прикрашено фронтоном з чотирма пілястрами й простими наличниками[6]. Влітку 2020 року було розпочато під виглядом реставрації незаконну реконструкцію цієї пам'ятки архітектури[7]. Власник надбудував замість первісної покрівлі мансарду, що спотворило вигляд пам'ятки, а також змінив вигляд і форми всіх деталей. Харківський окружний адміністративний суд задовольнив позов прокуратури до забудовника про відновлення пам'ятки архітектури на вулиці Гоголя, 2[8][9]. Але рішення суду не було виконано, власник розпочав здавати в оренду мансардні приміщення під офіси[10]. Пам'ятка архітектури та містобудування місцевого значення № 7046-Ха.
- Буд. № 3 — будівля, в якій на початку ХХ століття знаходилося Караїмське благодійне товариство. До його складу входили: С. В. Мангубі — голова правління, Я. А. Капон — секретар, О. І. Кальфа — скарбничий, члени правління: Ф. С. Мангубі, С. Д. Ілік, Ю. А. Прік, М. І. Авах, Я. Д. Ілік, С. Ї. Кокей[11].
- Буд. № 4 — собор Успіння Пресвятої Діви Марії. У 1887—1891 роках міський інженер польського походження Болеслав Георгійович Михаловський побудував цей католицький костел[6], відмовившись від плати за нагляд над будівельними роботами. За часів радянської влади будівлю передали польському клубу робітників, потім у соборі розмістили базу кінопрокату. Лише після відновлення незалежности України в 1991 році костел повернули вірянам Римо-католицької церкви. Нині на території костелу також побудована резиденція Харківсько-Запорозького єпископа. Будівля костелу є пам'яткою архітектури та містобудування місцевого значення № 7047-Ха.
- Буд. № 5, 7 — колишній особняк і 3-я чоловіча гімназія. Побудовані у 1864 р. у «цегляному стилі» з використанням мотивів середньовічного зодчества[6]. В середині XIX століття земельну ділянку за цією адресою придбала Олександра Гаврилівна Харіна, дружина надвірного радника. В другій половині 1860-х років вона розпочала масштабні будівельні роботи, якими керував архітектор І. П. Гінш, данець за походженням[12]. Зведені будівлі Харіна здала в оренду 3-й чоловічій гімназії[13]. В цій гімназії викладав історію Дмитро Яворницький, а одним з відомих учнів був харківський архітектор В. Х. Нємкін. За радянських часів тут розміщувалась 29-а школа, а з 1972 року — філологічний факультет Харківського університету. Пам'ятка архітектури та містобудування місцевого значення № 7048-Ха.
- Буд. № 6/8 — готель «Чичиков», назва якого відсилає нас до Павла Івановича Чичикова, головного героя гоголівського роману «Мертві душі». Готель побудований у 2006 році за проєктом архітектора В. А. Зайденберга[14]. Впритул до готелю розташований задній фасад сценічної частини театру імені Григорія Федоровича Квітки-Основ'яненка. Він стоїть на місці колишнього Саду Друкарів.
- Буд. № 9-б — колишній особняк М. К. Уткіна. Побудований у стилі модерн за проєктом архітектора М. А. Бабкіна у 1908 році[15]. Пам'ятка архітектури та містобудування місцевого значення № 7049-Ха.
- Буд. № 10 — новобудова, колишня філія «Укрсоцбанку».
- Буд. № 11 — колишній прибутковий будинок Уткіна, побудований у 1913 році за проєктом архітектора Бориса Миколайовича Корнієнка[16]. Пам'ятка архітектури та містобудування місцевого значення № 7050-Ха
- Буд. № 13 — колишній прибутковий будинок М. С. Делла-Вос. Архітектор А. Томсон, 1875 рік. Нині житловий будинок, на 1-му поверсі відділення Укрпошти № 57.

## Цікаві факти
По парній стороні вулиці у 1870-х роках стояв будинок Йосипа Семеновича Сицянка, приват-доцента Харківського університету, який належав до харківської групи «Народна воля». У його домі зустрічались народовольці, серед них Андрій Желябов, Софія Перовська, які готували замах на Олександра II, російського імператора.
По парній стороні вулиці харківські вуличні художники прикрасили довгу цегляну стіну графіті з зображеннями М. Гоголя, невідомих персонажів, і дещо абстрактними написами, на кшталт «Ваше эскуство нэ горыть но змывается!».

## Галерея

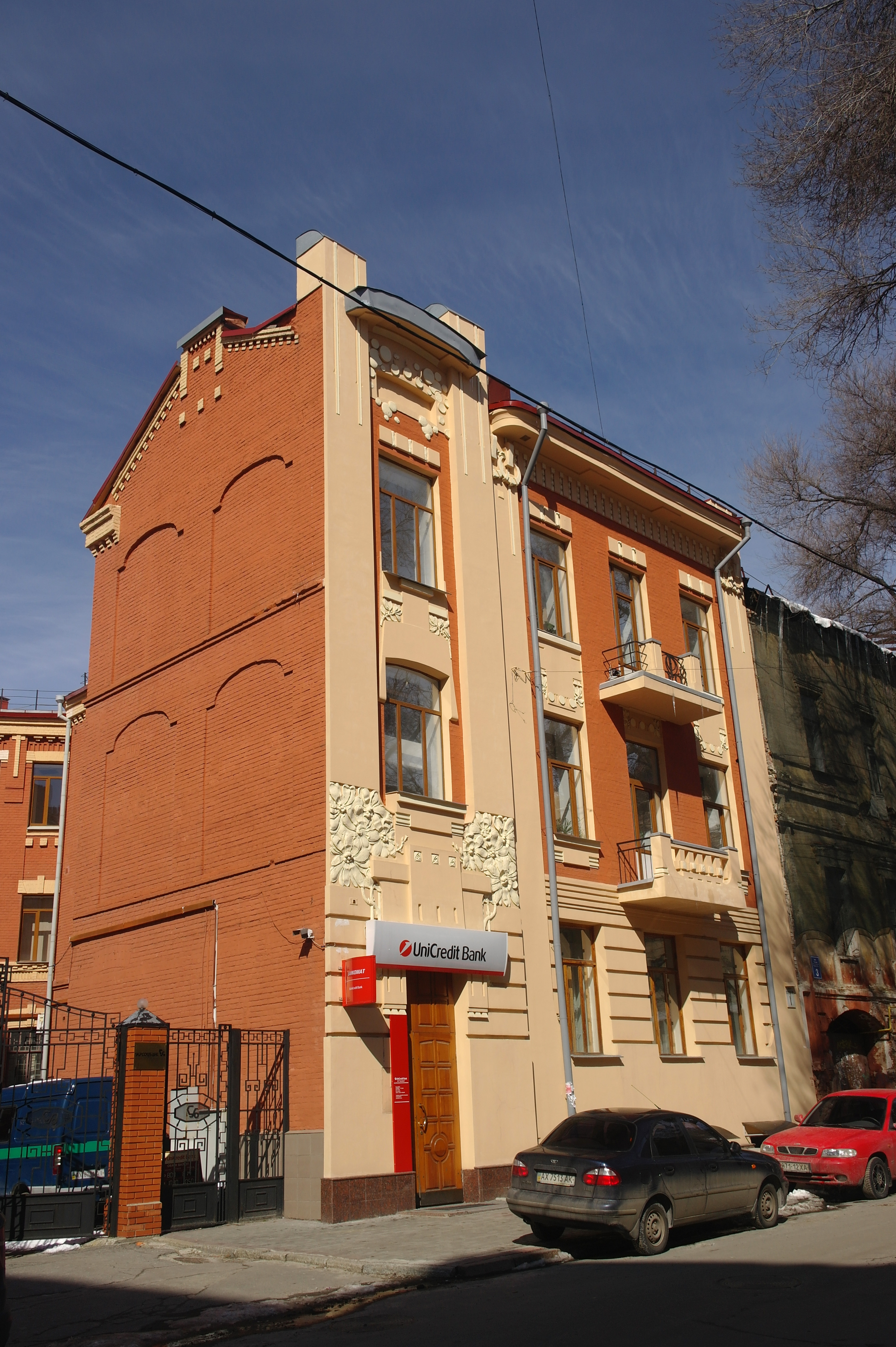
Будинок № 1
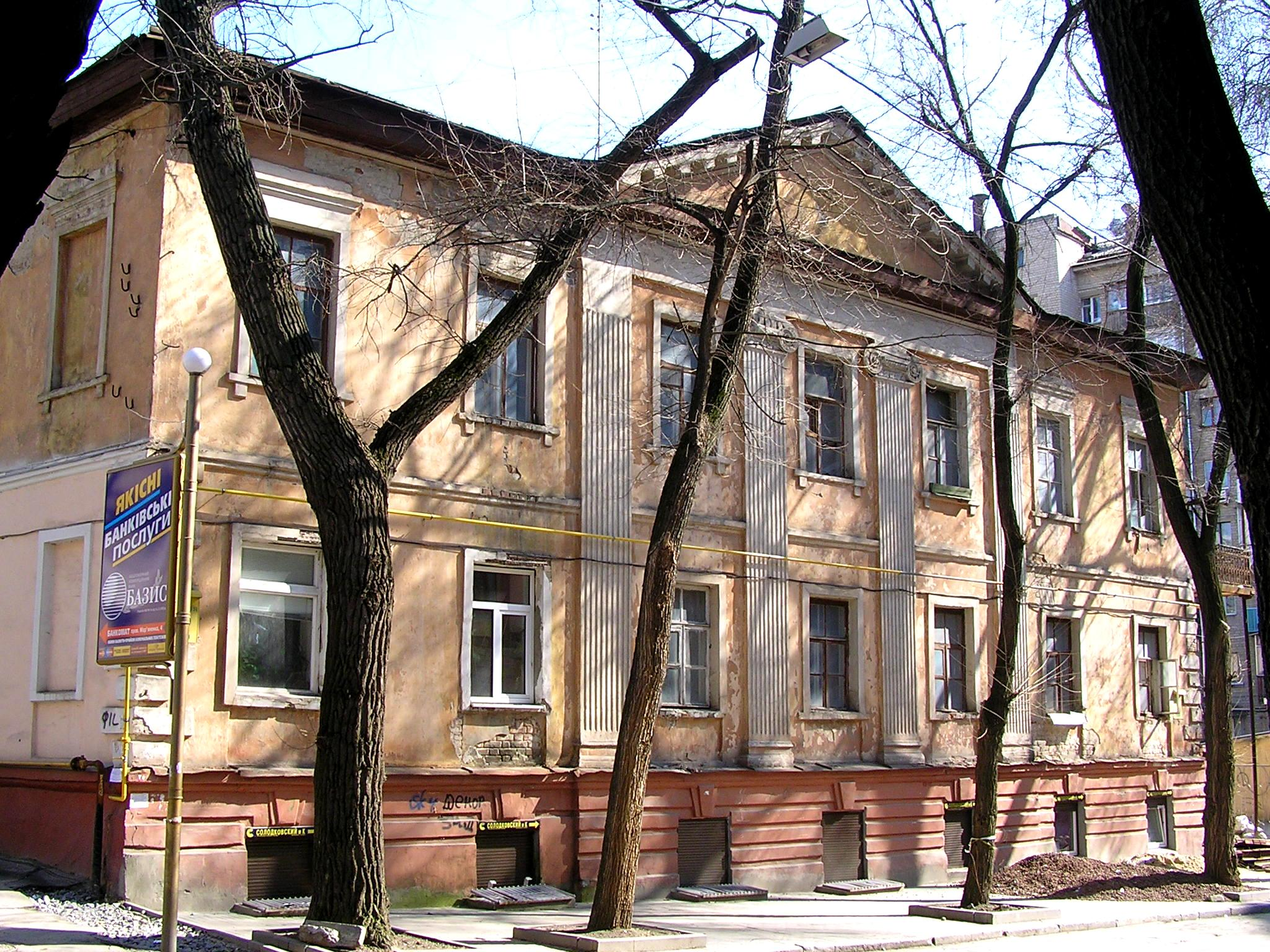
Будинок № 2, 2009 рік
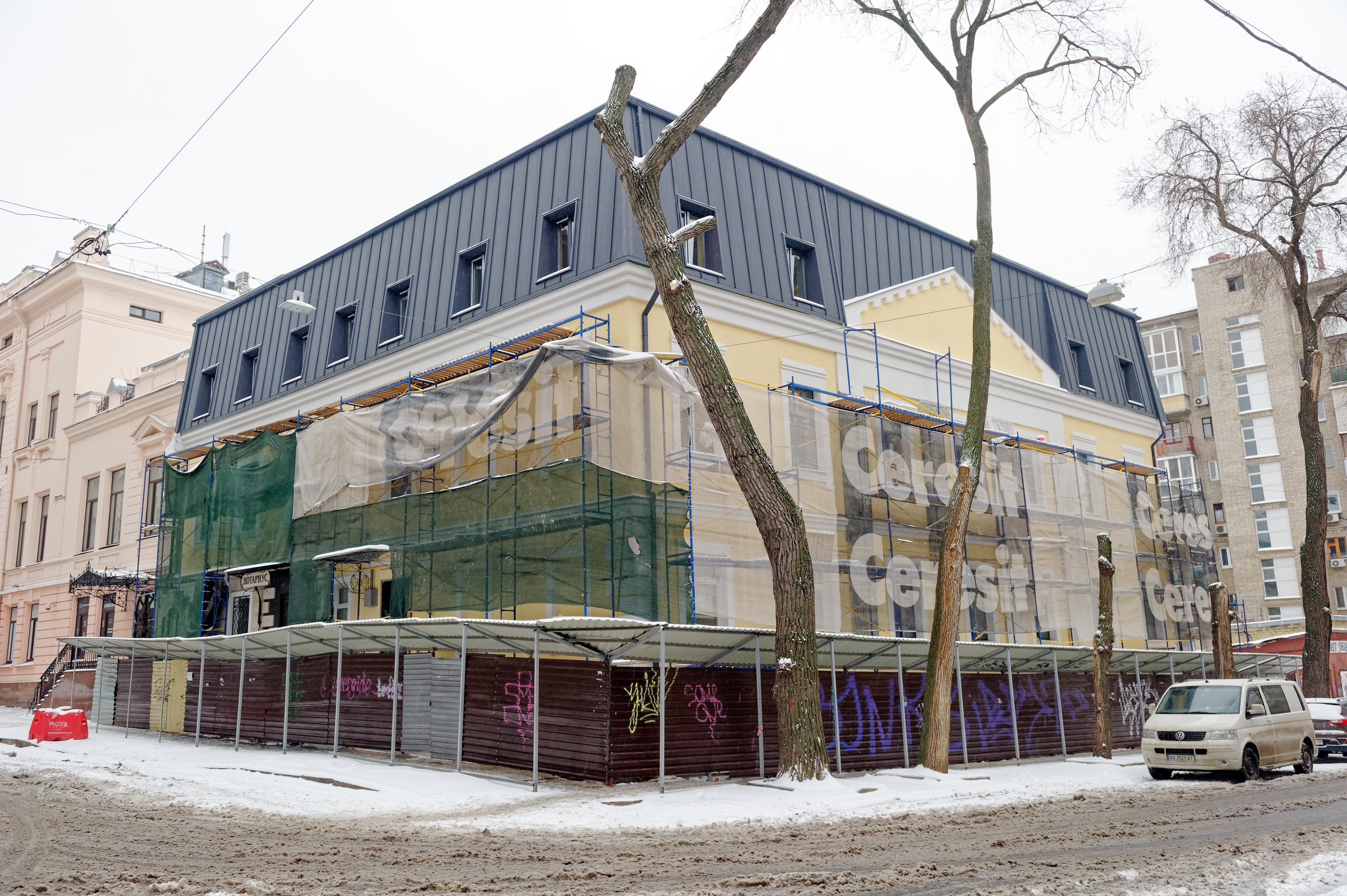
Будинок № 2, 2020 рік
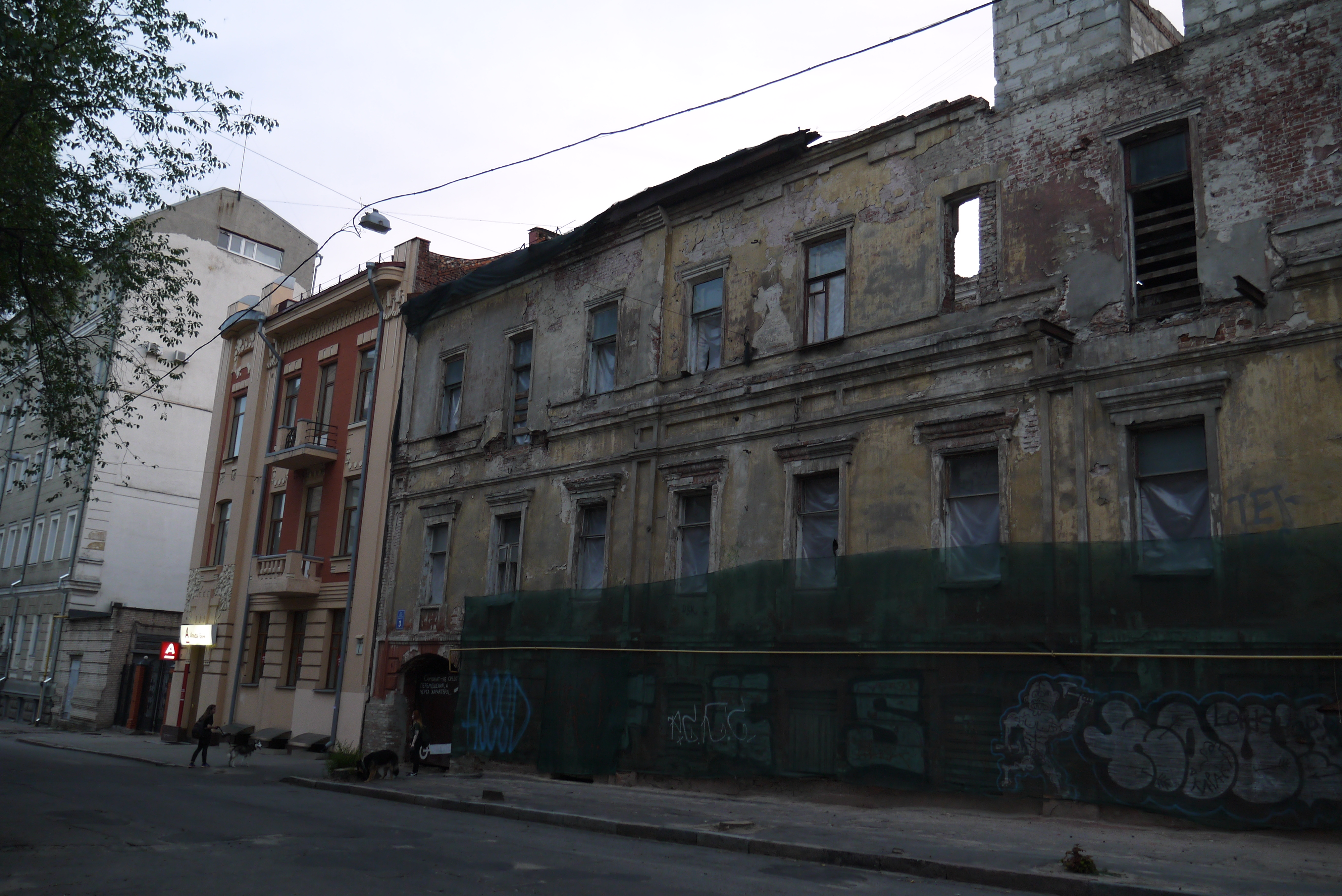
Будинок № 3, 2018 рік
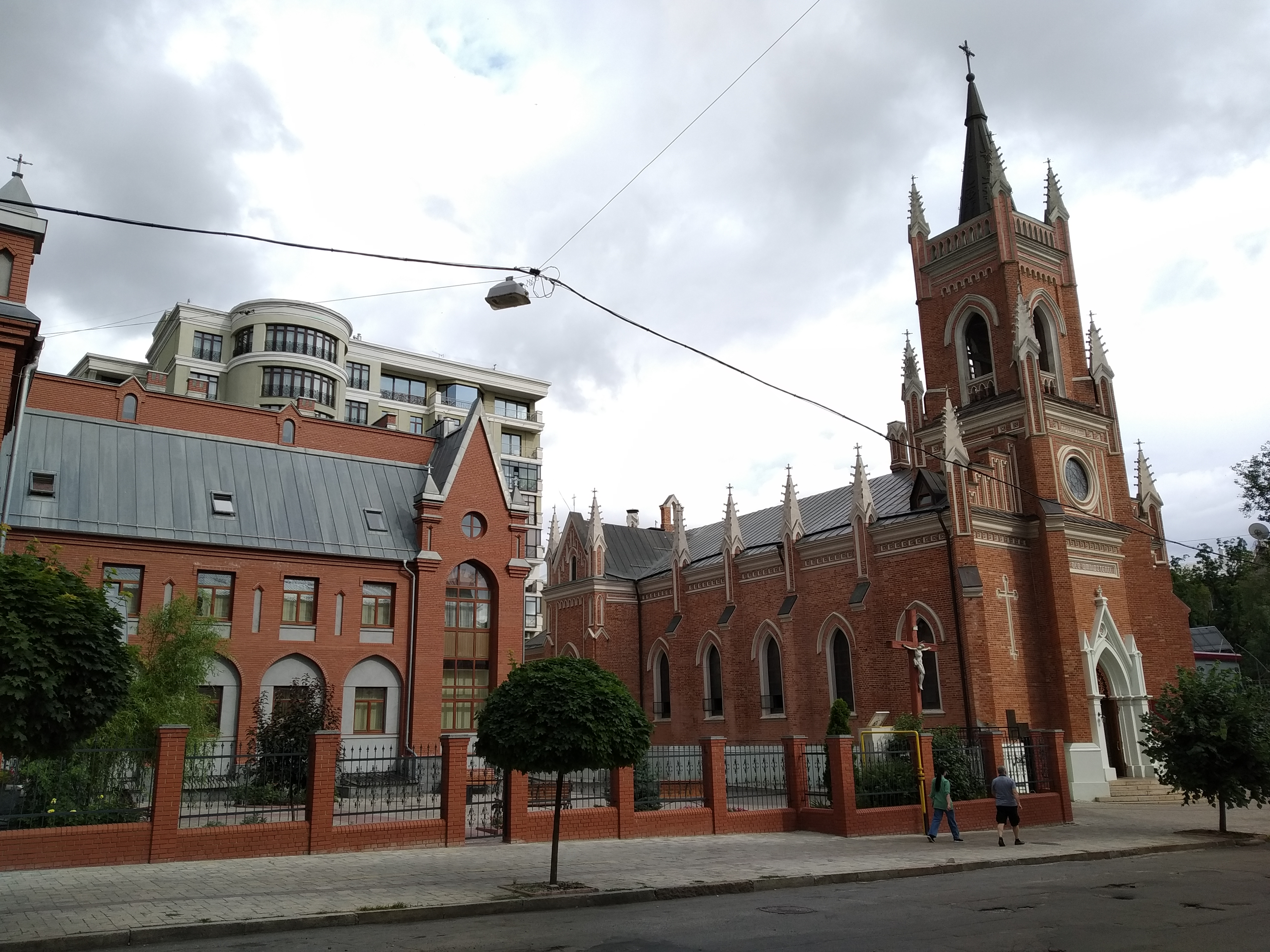
Комплекс собору Успіння Пресвятої Діви Марії
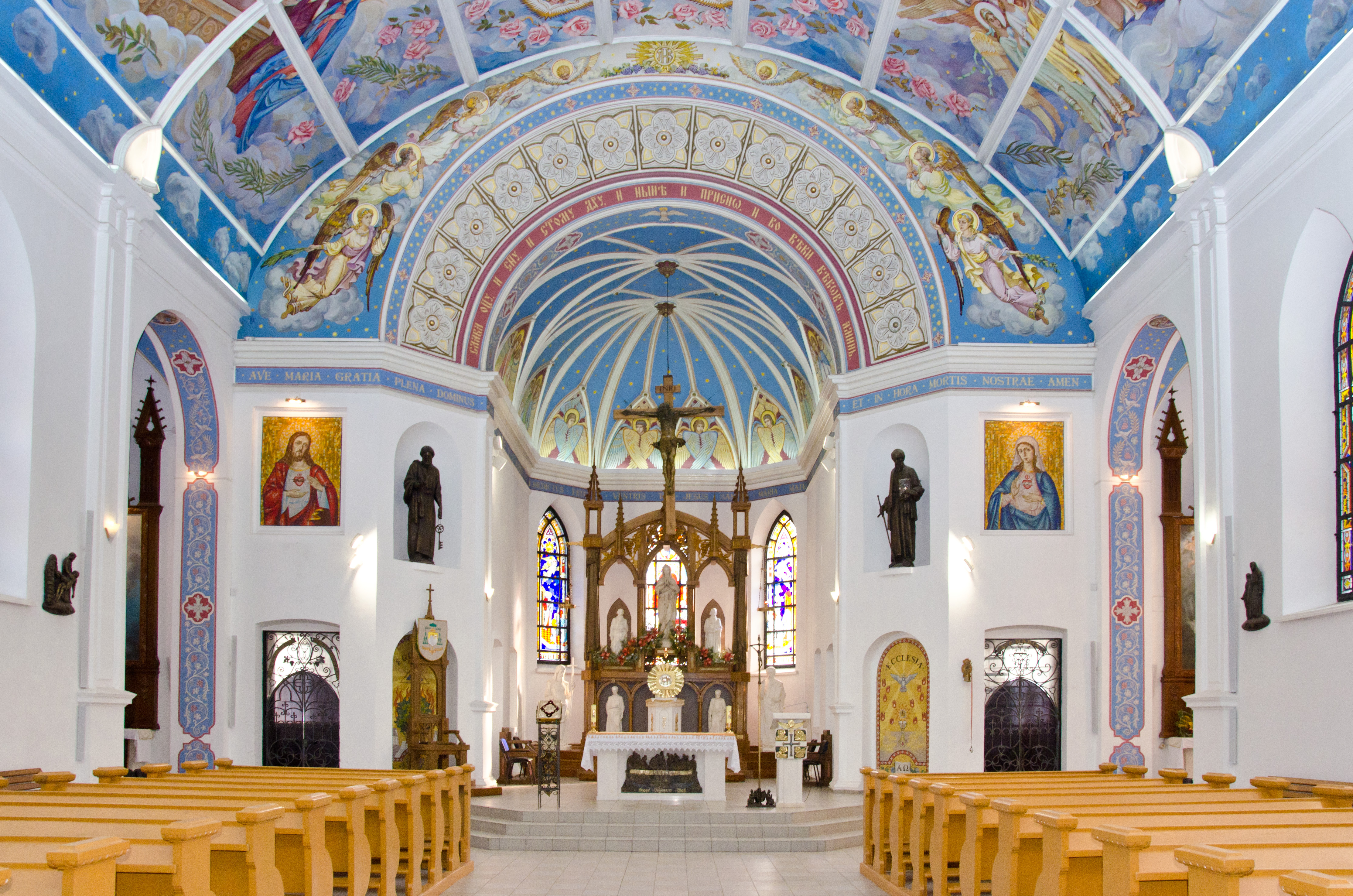
Собор Успіння Пресвятої Діви Марії. Інтер'єр
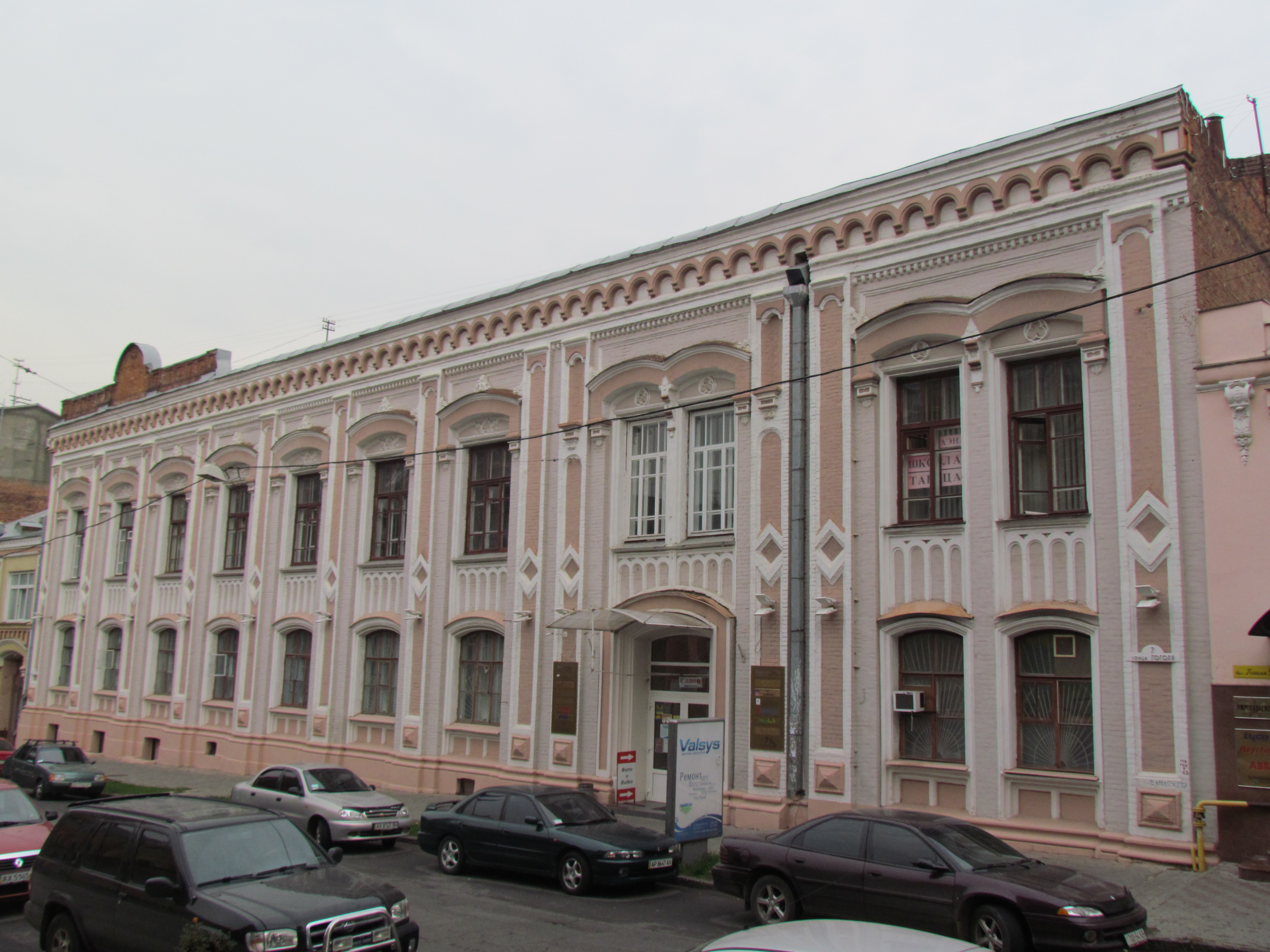
Будинок № 7. Колишня 3-я чоловіча гімназія
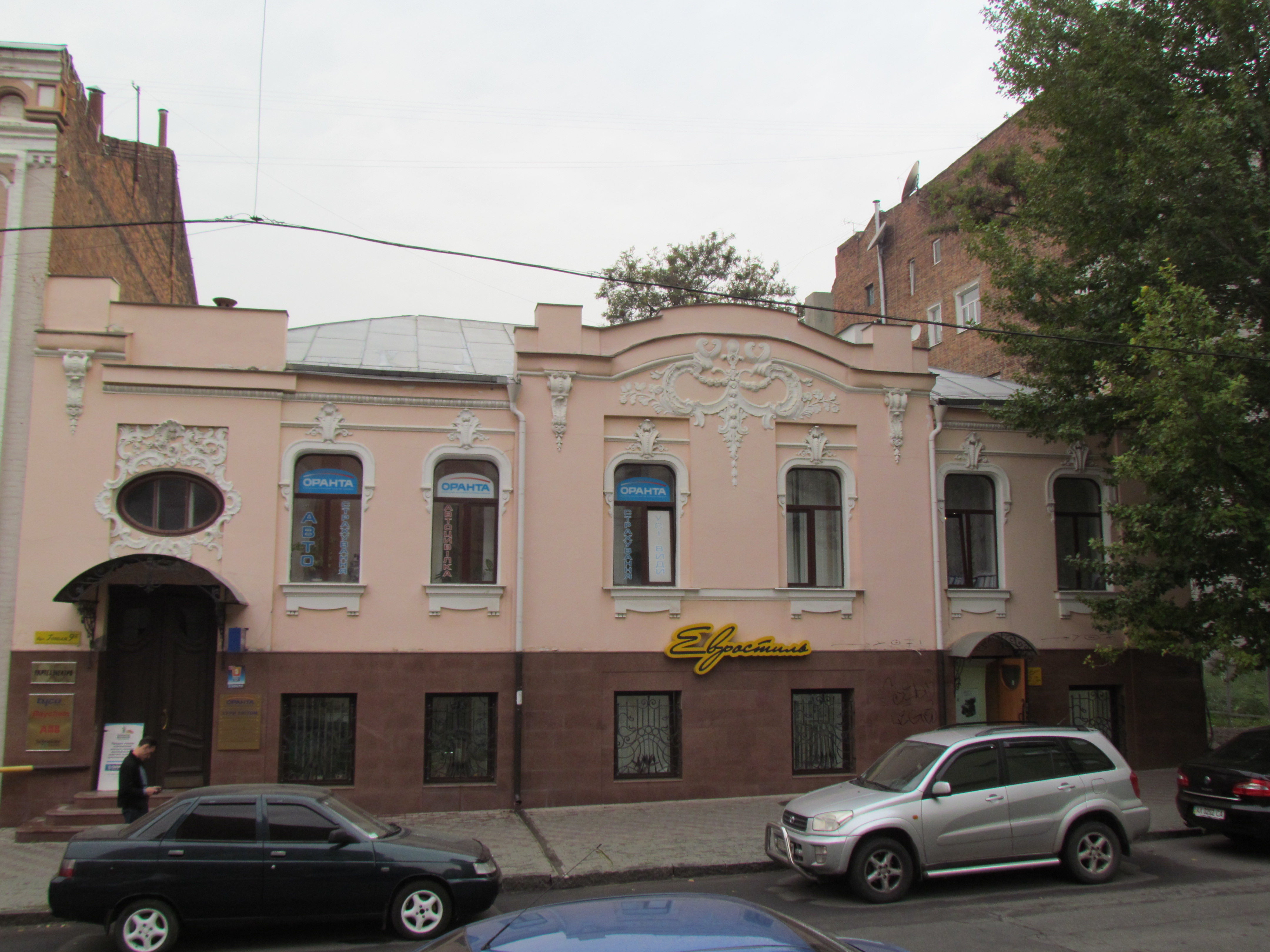
Будинок № 9-б
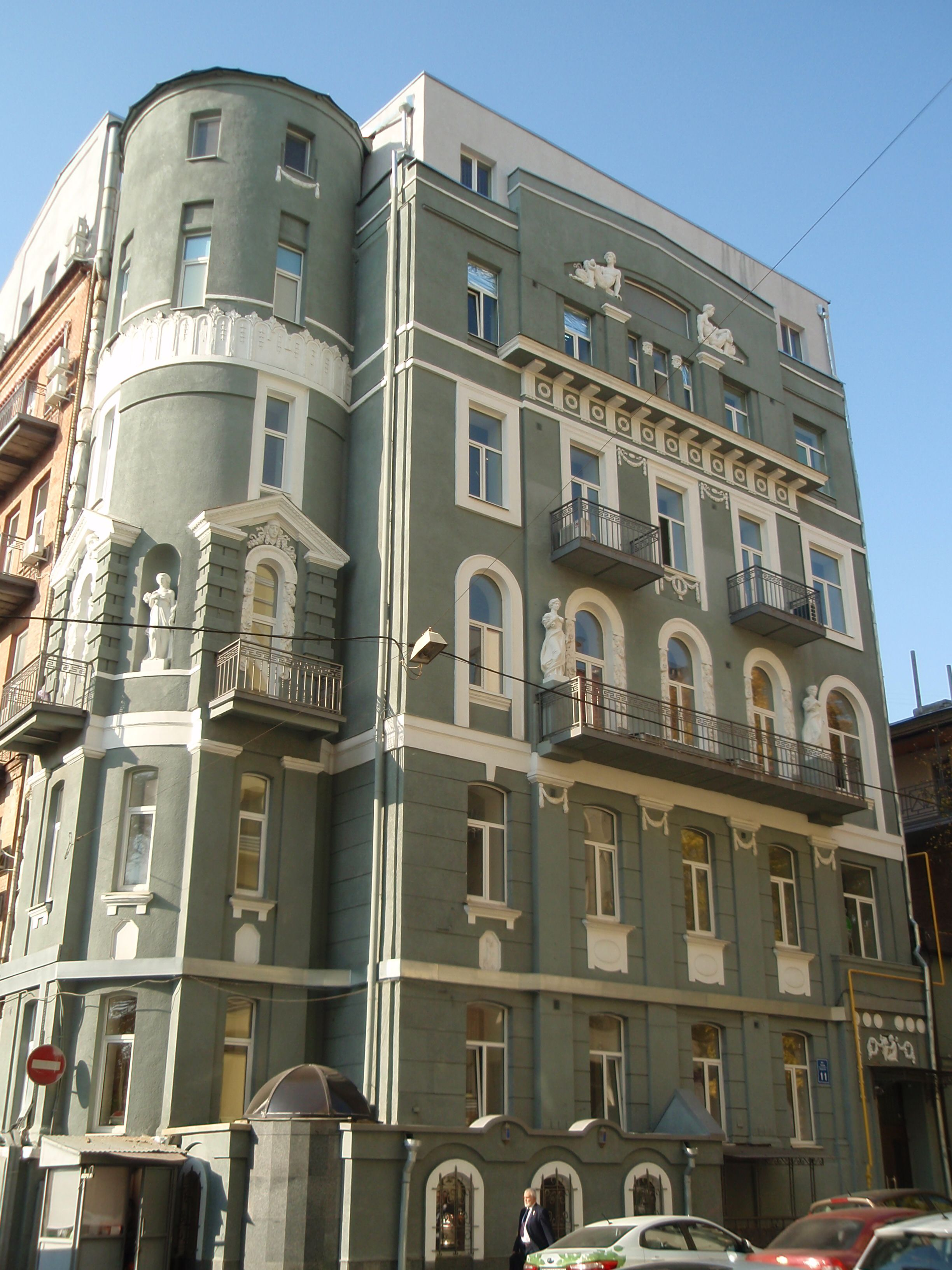
Будинок № 11
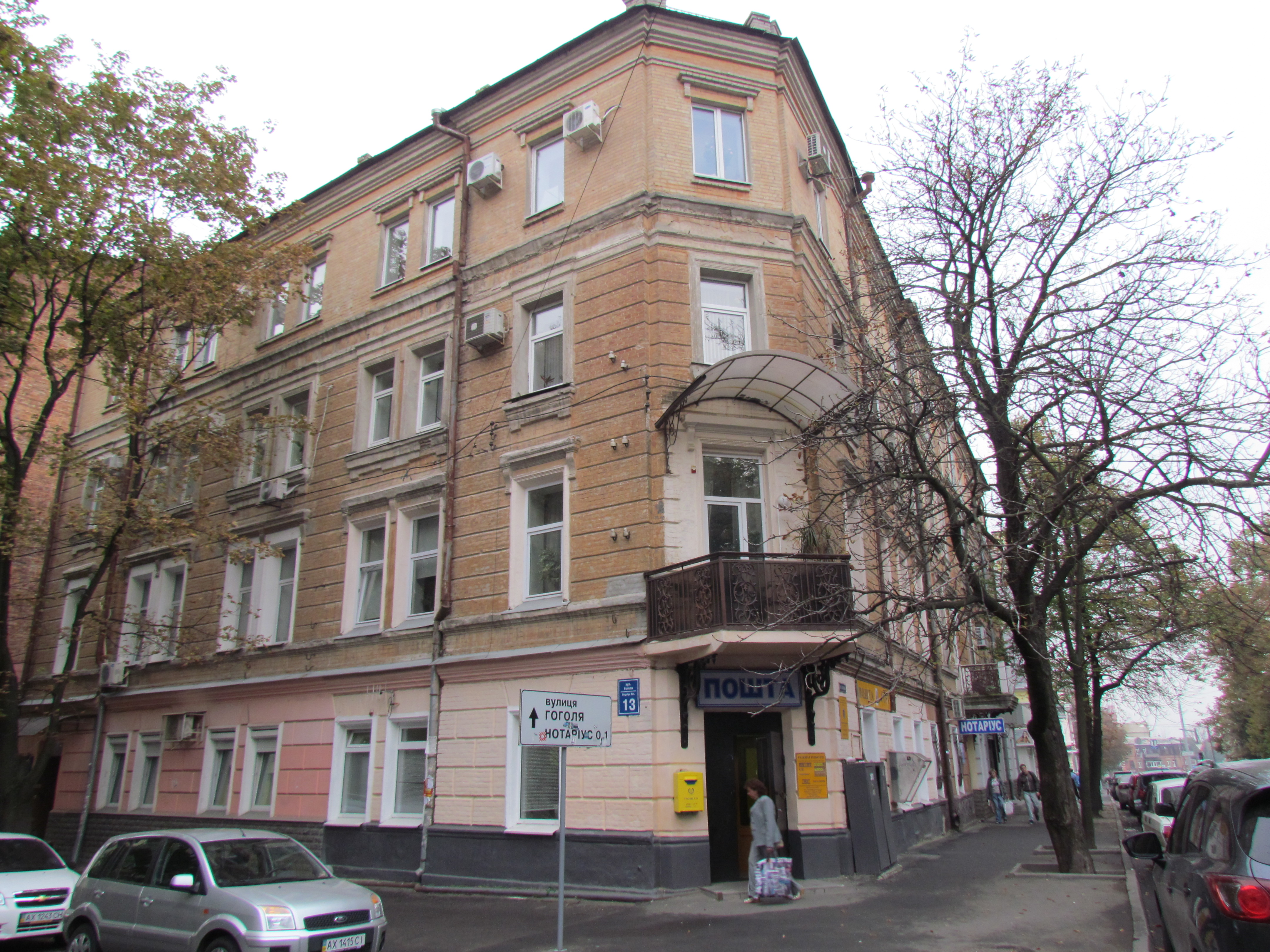
Будинок № 13